# Рудникові води

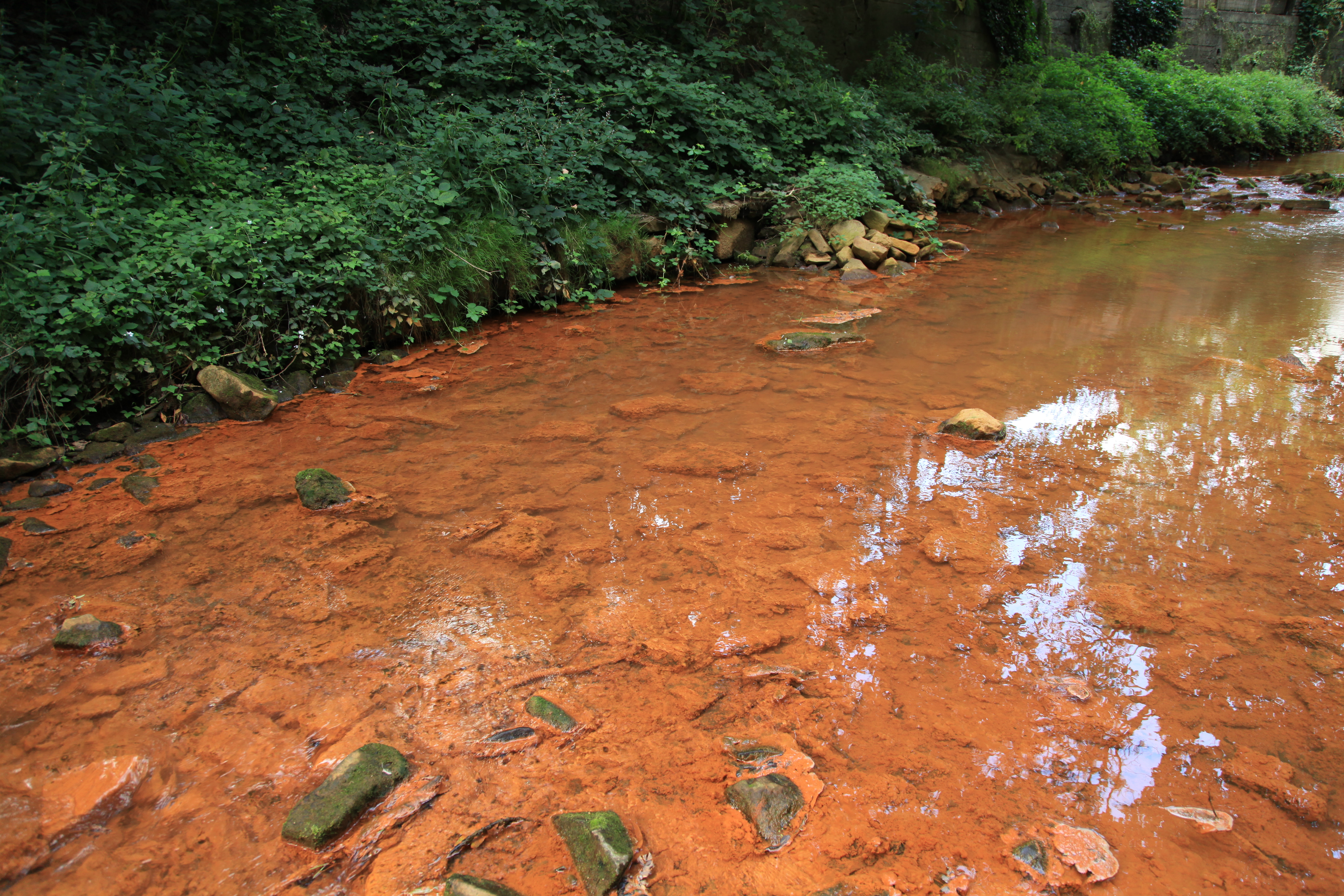
Рудникові води з «Франциска Ербстолен» — тунелю у Віттені, Німеччина. Він служив для водовідливу шахти Франциска.

Рудникові води — підземні, іноді поверхневі води, що надходять у гірничі виробки (рудники, шахти, кар'єри) і ускладнюють умови розкриття й добування корисних копалин. Видалення і відведення рудникових вод при розробці корисних копалин здійснюють за допомогою водовідвідних споруд і спеціальних механізмів. Часто вживана назва — шахтні води.
До шахтних вод відносять також і поверхневі води, що надходять у виробки через тріщини, вирви й канали в породах, а також через устя гірничих виробок і безпосередньо у вибій з атмосфери (у кар'єрах). Шахтна вода на глибині 1000 метрів має середню температуру 30° С. Є також райони, в яких вода значно тепліша; глибокі підземні води поблизу Аахена мають температуру до 72 ° С.
Шахтні води негативно впливають на техніку й технологію ведення гірничих робіт і погіршують якість корисних копалин, що добуваються.
Вони характеризуються механічним, хімічним, бактерійним забрудненням, а на глибоких шахтах також і високою мінералізацією (іноді понад 70 г/л).
На поверхні перед скидом у водостік і водоймище шахтні води піддають очищенню. Води з підвищеним вмістом механічних домішок відстоюють у ставках-накопичувачах, кислі води зазнають нейтралізації, а високомінералізовані — демінералізації.
У ряді випадків здійснюють поховання шахтних вод на великих глибинах в ізольованих пластах-колекторах.
Очищені шахтні води використовуються на гірничих підприємствах для пилопригнічення (пилопридушення), гідравлічного транспортування корисних копалин і гірських порід, збагачення тощо.
При видобутку солоного вугілля шахтні води можуть бути використані у технології його знесолення.